# Tour of Scotland
Die Tour of Scotland ist ein Etappenrennen für Frauen im Straßenradsport, das seit 2019 ausgetragen wird. Es ist in der UCI-Kategorie 2.1 klassifiziert.
Unter demselben Namen fand von 1955 bis 1983 mit Unterbrechungen ein Etappenrennen für Männer statt, das für Amateure offen war. Bis 1979 trug das Rennen den Namen Scottish Milk Race, anschließend  Health Cycle Race. Insgesamt gab es 23 Auflagen.

## Palmarès

### Frauen
- 2019  Leah Thomas
- 2020–2024 nicht ausgetragen

### Männer
- 1983  Philip Wilkins
- 1982  Ole Kristian Silseth
- 1981  Milan Jurčo
- 1978  Gery Verlinden
- 1977  Sid Barras
- 1976  Luděk Kubias
- 1975  Mieczysław Nowicki
- 1974  Kevin Apter
- 1973  Clyde Sefton
- 1972  Ryszard Szurkowski
- 1971  John Clewarth
- 1970  Wojciech Matusiak
- 1969  Brian Jolly
- 1968  Peter Buckley
- 1967  René Pijnen
- 1966  Andy McGhee
- 1965  Pavel Doležel
- 1964  Ian Thomson
- 1961  Hugh McGuire
- 1959  Ian Moore
- 1958  Jimmy Rae
- 1957  Ken Laidlaw
- 1956  Derek Rowlands
- 1955  Tony Hewson